# ヘレナ・スパロウ
ヘレナ・スパロウ（英語: Hélène Sparrow, ウクライナ語: Гелена Спарроу、1891年6月5日 – 1970年11月13日）は、ボフスラーウ生まれの医師、微生物学者であった。学位はPhD（ワルシャワ大学）。公衆衛生の先駆者の一人である。第一次世界大戦後のポーランドでのチフス対策、1960年代のポーランドとチュニジアでのジフテリア、猩紅熱、斑点熱 、回帰熱の予防接種の国家プログラムを主導したことで知られる。

## 生涯

### 若い頃
スパロウは1891年6月5日、キエフ総督府のボフスラーウで生まれた。両親は1890年に結婚。父親はレオポルド・スパロウ（1860年頃生まれ）で、イギリス出身の判事。母親は親が医師のX・ステファンスカ（1870年頃生まれ）。キエフのポドルスキー女子高校で金メダルを獲得して卒業。1909年にキエフ大学の医学部に通い、1915年に医学の学位（優等学位）を取得した。

### 大学卒業後
第一次世界大戦が始まった翌年の1915年、スパロウはロシア軍の伝染病管理に携わった。1917年にロシア軍の外科医のロバート・フォン・クーゲルゲン男爵と結婚し、翌年娘マリーが生まれている（後、離婚）。1917年、ユリエフ大学（現エストニア）の附属病院でアレクサンダー・ゼリスラヴォヴィッチ・ビリーナ教授の指導の下に働いた。
1918年、スパロウはキエフに戻り、ボロディミール・リンデマンが指導するキエフ女子医科大学の細菌学研究所で働いた。そこで、クロントヴスキー・アントニノヴィッチらと共に、発疹チフスの研究を行っている。

### ポーランドに移住
ウクライナは1917年10月のロシア革命をきっかけに内乱状態となり、1918年3月にはドイツ軍、1920年にはロシア軍、ポーランド軍、ロシア軍と相次ぎ占領されることとなった。最終的には1921年のポーランド・ソビエト・リガ平和条約により、ソ連の一部ウクライナ・ソビエト社会主義共和国の状態で安定した。
スパロウは1920年のポーランド・ソビエト戦争を機にポーランドに移住して、ルドヴィク・ライヒマンが指導する衛生研究所で働いた。1921年にリヴィウ大学のルドルフ・ヴァイグルと共同で発疹チフスの研究を実施（1933年まで）。1922年に衛生研究所の課長級となった。1923年にはポズナン大学で2つめの学位を取得。

### パスツール研究所の研究に参加
1923年、スパロウは国際連盟から助成金を受け取り、フランスのパスツール研究所での短期インターンシップが認められた。スパロウはそこでアルベール・カルメット、カミーユ・ゲランと共に結核を研究した。
1924年、スパロウは、パリのパスツール研究所のアレクサンドル・ベスレドカの研究室で微生物学を研究するため、再びフランスに送られた。この時スパロウは、その後のチフス研究に大きく関わりを持つ細菌学者、シャルル・ジュール・アンリ・ニコルと出会う。1925年、パスツール研究所はシャルル・ニコルと共催で、チュニジアでのチフスの流行状況を研究した。チュニジアでは、弱毒化したチフス・リケッチア（Rickettsia prowazekii）を少量繰り返し注射するという、流行性チフスに対するワクチン接種の研究も続けられた。
1928年、スパロウは初めての教職として、ワルシャワ大学医学部の准教授になった。1928年にワルシャワ大学で博士号を取得。博士論文のタイトルは「チフスに対するワクチン接種の問題」だった。さらに同1928年に衛生研究所の予防接種サービス課長となると、予防接種キャンペーンの組織化とコレラ発生の調査が職務に含まれていた。
1931年、ポーランド政府はスパロウをシャルル・ニコルに同行させて、メキシコとグアテマラのチフス流行を研究させた。

### チュニジアに移住
1933年、シャルル・ニコルが所長を務めるチュニジアパスツール研究所に赴任し、主任となる。同年、フランスの市民権を獲得。スパロウはそこで過去に学んだルドルフ・ヴァイグルの開発した手法の導入を行った。この手法にはシラミの実験室培養が必要で、スパロウの専門知識はチュニスのパスツール研究所でのチフス研究を大きく加速した。スパロウの専門知識には、ワクチン開発、殺虫剤の使用法、チフスとチフスに似た症状を起こす他の細菌との分離技術などが含まれていた。
1933年10月、農学者のフィリップ・ジェルマと結婚。以後はH・スパロウ・ジェルマ名義でも論文を投稿している。
1935年からは腸チフスワクチン開発の基礎としてマウスウイルスに取り組み、1940年にポール・デュランと共にDurand-Sparrow抗腸チフスワクチンを開発した。またスパロウは、ロッキー山紅斑熱ワクチン開発を目指して、紅斑熱の病原体培養を進めた。
1949年からは結核に対するBCGワクチンの推進責任者を務めた。1955年からは世界保健機関の要請でエチオピアにて回帰熱の研究を担当した。
1956年、チュニスはフランスから独立した。スパロウは夫のジェルマと共にコルシカ島に移り住み、1970年にコルシカ島で亡くなった。

## 使った手法
ペストの実験動物にはモルモットが使われたが、ペストに感染したモルモットの症状は直腸温が上昇するのみであり、当時の技術ではペスト以外の病原体を完全に排除することは難しかった。スパロウは実験に使われた病原体がチフスであることを証明するため、1921年12月25日、2次感染したモルモットからの採取物を自らに注射し、チフスの同定に必要な症状を全て発症した。幸いこの時は治癒した。
在チュニス時代、当時はまだ安全な発疹チフスワクチンを作ることが難しかったので、スパロウは抗原としてラットチフス（発疹熱）を代用、ボランティアに接種した。
また顕微鏡観察の技術にも優れており、1938年にはネズミに存在した非常に似た2種の病原体を識別したと報告されている。

## 研究以外
第二次世界大戦中、スパロウはチュニスに逃れてきたフランス人難民やポーランド脱走兵を受け入れた。1942年12月、作家のアンドレ・ジッドは前月から枢軸国占領地になったチュニスに入ると潜伏、翌1943年5月に連合国が来るまで隠れていた間に、フランス人コミュニティの昼食会を催したり出席したりしたスパロウの姿を日記につけている:173。また1943年1月1日にはスパロウが泊まっていたアパートに不発弾が落ち、直後の1月6日には隣接する2軒が破壊されたとも記した:146。

## 受賞と栄誉
- 1922年 クラクフ医学アカデミー賞[3]
- 1922年 ワルシャワ州保健研究所長に就任
- 1928年 同研究所の予防接種サービス責任者に就任
- 1945 - 1961年 チュニスパスツール研究所ワクチン接種サービス責任者を務める

## 論文・書籍
スパロウは主著と共著を合わせると、以下を含む103報以上の科学論文を発表している。
- Sparrow H. "Sur une souche de Rickettsia quintana isolee en Tunisie." Pathologia et Microbiologia, Vol. 24 (1961) pp. 140 -
- Heisch RB., Sparrow H., Harvey AE. "The behavior of Spirochaeta recurrentis Lebert in lice." Bulletin de la Société de pathologie exotique et de ses filiales, Vol 53 (1960) pp. 140 – 143
- Sparrow, H. "Etude du foyer ethiopien de fievre recurrente (Study of the Ethiopian source of recurrent fever)." Bulletin of the World Health Organization Vol. 19, No. 2 (1958) pp. 673 – 710
- Sparrow H. "Emploi des ratons noveaunes pour entrien de Borrelia recurrentis. (Use of newborn rats for maintenance of Borrelia recurrentis.)" Bulletin de la Société de pathologie exotique et de ses filiales, Vol. 49 No. 4 (1956) pp. 630 -
- Durand P., Sparrow H., "Pulmonary inoculation in typhic and spotty viruses." Comptes Rendus Hebdomadaires des Seances de L'Acadamie des Sciences, Vol. 210 (1940) pp. 420 – 422
- Nicolle C., Sparrow H., "Experiments on the river virus of Japan (ツツガムシ病ウイルスの実験)." Comptes Rendus Hebdomadaires des Seances de L'Acadamie des Sciences, Vol. 199 pp. (1934) 1349 - 1351
- Nicolle C., Sparrow H., Conseil E. "Preventative vaccination of man against exanthematic typhus by use of small repeated virulent doses (the brain of guinea pig)." Comptes Rendus Hebdomadaires des Seances de L'Acadamie des Sciences, Vol. 184 (1927) pp. 859 – 861
- Sparrow H. "Immunization against scarlet fever with the aid of the scarlet fever toxoid." Comptes Rendus des Seances de la Societe de Biologie et de ses filiales, Vol. 97 (1927) pp. 957 – 959